# ポリノルマンド
ポリノルマンド（Polynormande）は、フランス、ノルマンディーで、例年8月上旬に行われる、自転車競技、ロードレースのワンデイレースの名称。UCIヨーロッパツアー1.1にランクされている。
1980年に創設され、2002年まではクリテリウム方式（周回方式）で行われたが、2003年より、アヴランシュからサン＝マルティン＝ド＝ランドルまでの区間を走破する形に変わった。

## 歴代優勝者
| 年   | 優勝者                         |
| ---- | ------------------------------ |
| 1980 | ベルナール・テブネ             |
| 1981 | ルシアン・バンインプ           |
| 1982 | ベルナール・イノー             |
| 1983 | マルク・マディオ               |
| 1984 | ヴァンサン・バルトー           |
| 1985 | クロード・クリケリオン         |
| 1986 | ジャン＝ルネ・ベルノードー     |
| 1987 | マルク・マディオ               |
| 1988 | フィリップ・ブヴァティエ       |
| 1989 | ローラン・フィニョン           |
| 1990 | ティエリ・クラヴェイローラ     |
| 1991 | ティエリ・マリー               |
| 1992 | ジャンフランソワ・ベルナール   |
| 1993 | トニー・ロミンゲル             |
| 1994 | ジャモリディネ・アブドヤパロフ |
| 1995 | リシャール・ヴィランク         |
| 1996 | ローラン・ブロシャール         |
| 1997 | リシャール・ヴィランク         |
| 1998 | ステファヌ・ウロ               |
| 1999 | ローラン・デュフォー           |

| 年   | 優勝者                                                     |
| ---- | ---------------------------------------------------------- |
| 2000 | パスカル・エルヴェ                                         |
| 2001 | ローラン・ジャラベール                                     |
| 2002 | ニコラ・ヴォゴンディ                                       |
| 2003 | ジェローム・ピノー                                         |
| 2004 | シルヴァン・シャヴァネル                                   |
| 2005 | フィリップ・ジルベール                                     |
| 2006 | アントニー・シャルトー                                     |
| 2007 | ブノワ・ヴォグルナール                                     |
| 2008 | アルノー・ジェラール                                       |
| 2009 | マテュー・ラダニュー                                       |
| 2010 | アンディ・カペル                                           |
| 2011 | アントニー・ドラプラス                                     |
| 2012 | トニ・ユレル                                               |
| 2013 | ホセ・ゴンカルベス                                         |
| 2014 | ヤン・ギセリンク                                           |
| 2015 | オリヴァー・ナーセン                                       |
| 2016 | バプティスト・プランカールト                               |
| 2017 | アレクシー・グジャール                                     |
| 2018 | ピエールリュック・ペリション                               |
| 2019 | ブノワ・コスネフロワ                                       |
| 2020 | 新型コロナウイルス感染症の世界的流行 (2019年-)により未開催 |
| 2021 | ヴァランタン・マドゥアス                                   |
| 2022 | フランク・ボナムール                                       |
| 2023 | アルノー・ドゥリー                                         |
| 2024 | ポール・ラペイラ                                           |
| 2025 | ニコラ・プロドム                                           |